# College Libertarians
College Libertarians – organizacja zrzeszająca studentów koledżów i uniwersytetów popierających Partię Libertariańską. Organizacja posiada oddziały w 49 stanach i Dystrykcie Kolumbia.
Głównym koordynatorem organizacji jest James W. Lark – zarazem członek Libertarian National Committee i były przewodniczący Partii Libertariańskiej.

## Działalność
Członkowie organizacji działają na wielu płaszczyznach społeczno-politycznych. Przede wszystkim, usiłują promować wartości głoszone przez Partię Libertariańską w środowiskach młodzieżowych czy miejscowych społecznościach. Do głównych form działania organizacji należy organizowanie politycznych wieców, organizacja przemówień, zdobywanie funduszy, rejestracja wyborców, wspieranie Partii Libertariańskiej na zasadzie wolontariatu podczas wyborów ogólnokrajowych jak i lokalnych oraz wnoszenie apelacji do władz o poszanowanie zasady tajności głosowania. 
Organizacja ściśle współpracuje z międzynarodowym stowarzyszeniem Students for Liberty. Stara się zachęcać swoich członków do współpracy na płaszczyźnie międzynarodowej.